# Chlorophorus kejvali
Chlorophorus kejvali är en skalbaggsart som beskrevs av Holzschuh 2003. Chlorophorus kejvali ingår i släktet Chlorophorus och familjen långhorningar. Inga underarter finns listade i Catalogue of Life.